# Guidan-Roumdji (département)
Guidan-Roumdji est un département du sud du Niger, situé dans la région de Maradi.

## Géographie

### Administration
Guidan-Roumdji est un département de 4 929 km² de la région de Maradi.

Son chef-lieu est Guidan-Roumdji.
Son territoire se décompose en 5 communes:
- Communes urbaines : Guidan-Roumdji, Tibiri.
- Communes rurales : Chadakori, Guidan Sori, Saé Saboua.

Le département compte en outre un canton, 5 groupements et 395 villages.

### Situation
Le département de Guidan-Roumdji est entouré par :
- au nord : le département de Dakoro,
- à l'est : les départements de Mayahi et Aguié,
- au sud : le département de Madarounfa, et le Nigéria,
- à l'ouest : la région de Tahoua (département de Madaoua).

## Population
La population est estimée à 485 743 habitants en 2011.

## Histoire
Le village de Guidan Roumdji (G/R) a été créé en 1917 par deux bouchers Mai Yaki et Ango dont le père est originaire de Bondoukou, village situé à l’ouest de Goussaou, actuelle capitale l’État de Zamfara au Nigeria. 
En 1944, le village de Guidan Roumdji, qui était jusque-là un secteur du canton de Tibiri, passe en canton de 2e catégorie relevant de la province du Gobir créée par même la occasion avec comme capitale Tibiri. A l’époque, les secteurs qui étaient devenus des cantons sont dirigés par des chefs issus de la famille régnante de Tibiri à l’exception de celui de Guidan Roumdji. Le chef de province au pouvoir en ce temps (Sarki Salaou) avait nommé Malam Adé Madayana comme premier chef du canton de Guidan Roumdji et lui donna sa fille du nom d’Agada en mariage. Après Malam Adé, trois(3) chefs (tous des Yacoubawa) se sont succédé à la tête du canton de G/R : El hadji Kané Nagogo, Kasso Salaou et El hadji Sabiou Kasso (depuis 2005).
Depuis 1972, le village de Guidan Roumdji était devenu chef lieu d’arrondissement du même nom regroupant cinq (5) cantons (Chadakori, Guidan Roumdji, Guidan Sori, Saé-Saboua, et Tibiri) et un groupement peulh de Toda. Avec les reformes administratives de 2002, l’arrondissement de Guidan Roumdji est érigé en département. C’est ainsi que le département de G/R est subdivisé en cinq (5) communes (Créées par la loi N°2002/014 du 11 juin 2002) dont trois (3) communes rurales (Chadakori, Guidan-Sori et Saé-Saboua) et deux (2) communes urbaine(G/R, chef de département et Tibiri).[réf. nécessaire]